# Бернгарди, Карл Христиан Сигизмунд
Карл Христиан Сигизмунд Бернгарди (нем. Karl Christian Sigismund Bernhardi; 5 октября 1799, Оттрау, Гессен — 1 августа 1874, Кассель) — германский писатель, журналист, издатель, переводчик и политик, старший библиотекарь в Касселе.

## Биография
Родился в семье протестантского проповедника.
Изучал богословие и филологию в Марбургском университете, в 1819—1823 годах был домашним учителем в Брюсселе, затем продолжил изучать филологию в университете Лёвена, который в 1826 году закончил со степенью доктора философии и правом работать библиотекарем.
С 1829 года был назначен преемником И. Гримма по управлению библиотекой музея в Касселе, где вместе с тем издавал газету «Der Verfassungsfreund». В 1834 году основал сиротский приют для мальчиков в Касселе, с 1835 по 1841 год был членом городского совета. 18 мая 1848 года Бернгарди был избран депутатом германского национального собрания и предпринял издание «Flugblätter aus der deutschen Nationalversammlung»; депутатом оставался до 21 мая 1849 года. С 1859 по 1874 год был директором государственной библиотеки, в том же году возглавил основанную им же в 1834 году местную краеведческую ассоциацию, которой руководил до конца жизни, и в том же году стал почётным гражданином Касселя. В 1867 году он вступил в прусскую Палату депутатов, примкнув к национально-либеральной партии; работал в ней до октября 1868 года, затем был депутатом рейхстага. В 1870 году сложил с себя депутатские полномочия.
Кроме многочисленных рассеянных по различным периодическим изданиям статей и премированного трактата «De excidio regni judaici» (Лувен, 1824), Бернгарди принадлежат следующие сочинения: перевод книги Дежерандо «Des progrès de l’industrie» (Париж, 1841) под заглавием «Die Fortschritte des Gewerbfleisses in Beziehung auf die Sittlichkeit des Arbeiterstandes» (Кассель, 1842); «K. Schomburgs Nachlass und Briefwechsel, mit biographische Andeutungen» (Кассель, 1843); «Sprachkarte von Deutschland» (Кассель, 1844; 2 издание Штриккера, 1849), «Die Sprachgrenze zwischen Frankreich und Deutschland» (Кассель, 1871).